# Kelsey-Kliff
Das Kelsey-Kliff ist ein auffälliges Kliff an der Lassiter-Küste des Palmerlands auf der Antarktischen Halbinsel. Es ragt südöstlich des Mount Owen am östlichen Ende der Guettard Range auf.
Teilnehmer der Ronne Antarctic Research Expedition (1947–1948) und Mitarbeiter des Falkland Islands Dependencies Survey kartierten es bei einer gemeinsamen Exkursion per Hundeschlitten. Das Advisory Committee on Antarctic Names benannte es 1968 nach Lawrence Dewolf Kelsey Jr. (* 1926), einem Funker der Ronne-Expedition.